# Lambert Doomer

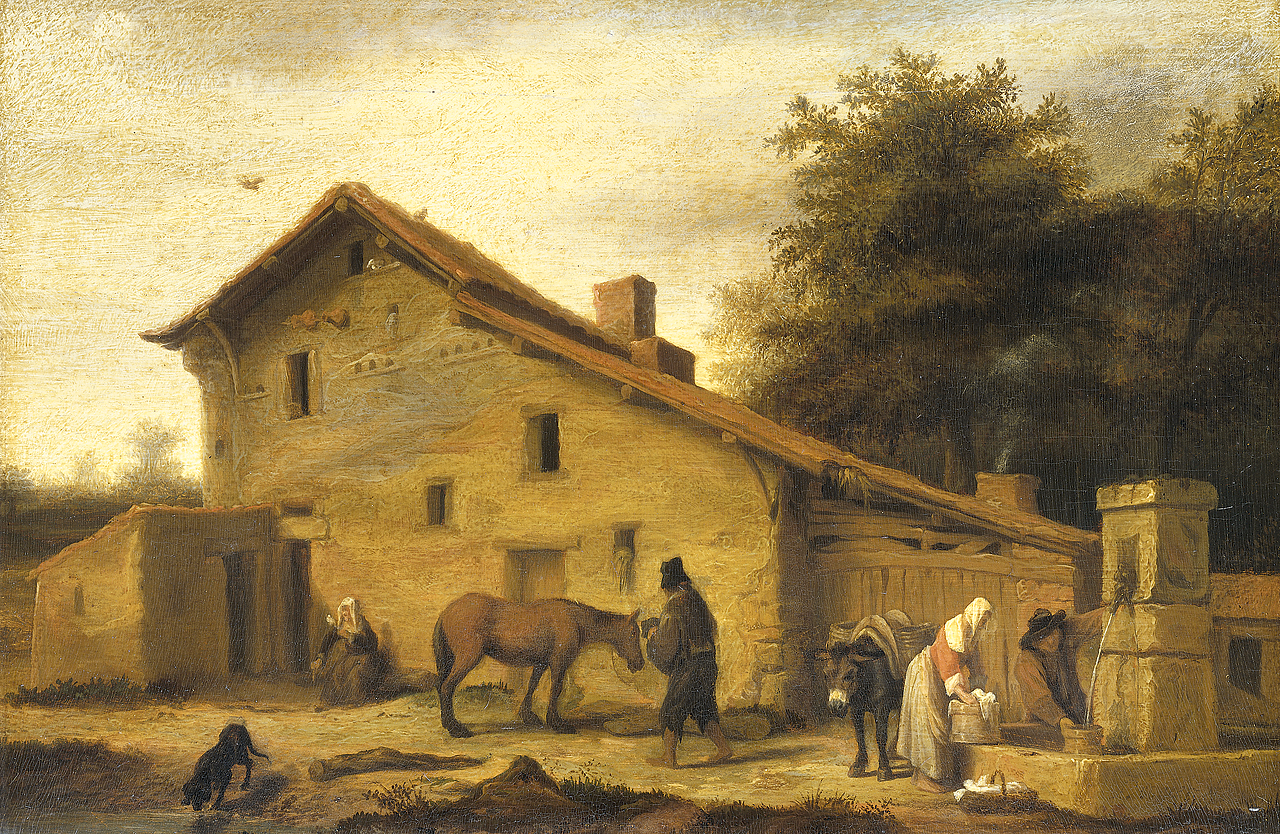
Lambert Doomer, Gospoda w pobliżu Nantes (1640-60)

Lambert Doomer (ur. 11 lutego 1624 w Amsterdamie, zm. 2 lipca 1700 tamże) – holenderski malarz, rysownik i kolekcjoner okresu baroku.

## Życiorys
Był synem ramiarza i ebenisty. Ok. 1644 Studiował rysunek w pracowni Rembrandta. W 1646 odbył podróż morską do Nantes i następnie z biegiem Loary do pn. Francji. Owocem podróży był obfity zbiór rysunków topograficznych, które z czasem stały się jego specjalnością. W 1669 przeniósł się do Alkmaaru, w 1695 ponownie do Amsterdamu. 
Malował sceny biblijne i rodzajowe, pejzaże, portrety (w stylu Ferdinanda Bola) oraz martwe natury.

## Wybrane dzieła
- Anna, Elkana i Samuel przed Helim (1668) – Orlean, Musée des Beaux-Arts,
- Bród – Starsburg, Musée des Beaux-Arts,
- Gospoda w pobliżu Nantes – Amsterdam, Rijksmuseum,
- Małżeństwo z globusem (1658) – Vermont, Fleming Museum,
- Martwa natura z ostami (1675) – Kopenhaga, Statens Museum for Kunst,
- Most na Maine w Angers (ok. 1646) – Paryż, Luwr,
- Pasterz i pasterka – Oldenburg, Landesmuseum,
- Regenci Proveniershuis w Alkmaarze (1680) – Alkmaar, Stedelijk Museum,
- Regentki Proveniershuis w Alkmaarze (1681) – Alkmaar, Stedelijk Museum,
- Szarlatan – Chalon-sur-Saone, Musée Denon.